# Сомалийская письменность
Сомалийская письменность — письменность сомалийского языка. За время своего существования базировалась на нескольких графических системах и неоднократно реформировалась. В настоящее время сомалийская письменность официально функционирует на латинской графической основе. Исторически для записи сомалийского языка использовались следующие графические системы:
- арабское письмо — с XIX века
- латиница — с конца XIX века; с 1972 года — единственная официальная
- письмо исмания — возникло в 1920-е годы
- письмо борама[англ.] — возникло в 1930-е годы
- письмо каддаре[англ.] — возникло в 1950-е годы

## Латинский алфавит
Первый опыт применения латинского письма к сомалийскому языку относится к 1897 году, когда миссионерами была издана книга «Практическая грамматика сомалийского языка». В ней авторами был предложен следующий алфавит: A a, B b, D d, Ḋ ḋ, E e, F f, G g, H h, Ḥ ḥ, Ḫ ḫ, K k, I i, J j, L l, M m, N n, O o, R r, S s, Sh sh, T t, U u, W w, Y y, ʻ.
В дальнейшем на различных вариантах латинского алфавита публиковались и другие книги, однако это были преимущественно научные труды зарубежных авторов. Попытка властей Британского Сомали ввести в 1938 году изучение латинского шрифта в одной из школ привело к массовым беспорядкам со стороны приверженцев арабского письма. В Итальянском Сомали, где арабское письмо не имело широкого распространения, внедрение латинского письма шло более успешно. В 1956 году на латинском шрифте была напечатана книга «Hikmad Soomaali». В этом издании алфавит выглядел так: A a, Ą ą, B b, C c, D d, Ɖ ɖ, E e, Ę ę, F f, G g, H h, Ħ ħ, I i, Į į, J j, K k, Kh kh, L l, M m, N n, O o, Ǫ ǫ, Q q, R r, S s, Sh sh, T t, U u, Ų ų, W w, Y y, ʾ. Вскоре латинский алфавит стал появляться и в СМИ — в 1957 году на нём была напечатана сомалийская страница в итальяноязычной газете «Corriere della Somalia». Несколько изменённый вариант этого алфавита был использован в 1960 году в изданной в Могадишо книге «Afkayaga Hoyo».
В 1960 году Британское и Итальянское Сомали получили независимость и объединились в одно государство. В связи с этим встал вопрос о необходимости создания единой орфографии и письменности сомалийского языка. Год спустя специальная комиссия по сомалийскому языку установила, что на территории страны используется 18 различных графических систем. В 1965 году новый вариант латинского письма, в целом не сильно отличающийся от предыдущих, предложил Шире Джама Ахмед. Этот вариант годом позже был одобрен комиссией ЮНЕСКО. После переворота 1969 года вопрос о единой орфографии был вновь поднят на государственном уровне. Наконец, в 1972 году сомалийский алфавит на основе латинской графики был утверждён как официальный. Этот вариант письма продолжает функционировать поныне, и в настоящее время является единственным используемым видом письма для сомалийского языка.
Современный сомалийский алфавит выглядит так:
| A a | Aa aa | B b   | C c | D d   | Dh dh | E e | Ee ee | F f | G g   | H h |
| I i | Ii ii | J j   | K k | Kh kh | L l   | M m | N n   | O o | Oo oo | Q q |
| R r | S s   | Sh sh | T t | U u   | Uu uu | W w | X x   | Y y | ʼ     |     |

Таблица расхождений начертаний латинских алфавитов:
| МФА        | 1956         | 1960  | 1972  |
| ---------- | ------------ | ----- | ----- |
| /ɖ/        | Ɖ ɖ          | Dh dh | Dh dh |
| /ʔ/        | ʼ            |       | ʼ     |
| /ħ/        | Ħ ħ          | Hh hh | X x   |
| /æ/, /ɑ/   | A a, Ą ą     | A a   | A a   |
| /e/, /ɛ/   | E e, Ę ę     | E e   | E e   |
| /i/, /ɪ/   | I i, Į į     | I i   | I i   |
| /ɞ/, /ɔ/   | O o, Ǫ ǫ     | O o   | O o   |
| /ʉ/, /u/   | U u, Ų ų     | U u   | U u   |
| /æ:/, /ɑ:/ | Aa aa, Ąa ąa | Ā ā   | Aa aa |
| /e:/, /ɛ:/ | Ee ee, Ęe ęe | Ē ē   | Ee ee |
| /i:/, /ɪ:/ | Ii ii, Įi įi | Ī ī   | Ii ii |
| /ɞ:/, /ɔ:/ | Oo oo, Ǫo ǫo | Ō ō   | Oo oo |
| /ʉ:/, /u:/ | Uu uu, Ųu ųu | Ū ū   | Uu uu |

## Арабское письмо
Попытки приспособить арабское письмо к сомалийскому языку предпринимались с XIX века. Среди авторов подобных проектов известны Дж. С. Кинг, Увайс аль-Барави и Мухаммед абди-Макахил. Последний в 1930-х годах издал первую сомалийскую книгу на арабском шрифте. Для передачи согласных в ней использовался стандартный арабский алфавит, а для передачи гласных — буквы ا ,و ,ى с различными диакритическими знаками.
В 1954 году Муса Хаджи Исмаил Галал опубликовал в лондонском журнале «The Islamic Quarterly» ряд сомалийских текстов с использованием своего варианта арабского письма. Обозначения согласных звуков были стандартными, а для обозначения гласных им были изобретены собственные знаки, отличные от знаков арабского письма.
Ещё один вариант арабского письма для сомалийского языка в 1963 году предложил Ибрагим Хаши Махмуд. Этот вариант в целом был схож с вариантом аль-Барави, хотя и имел некоторые отличия. Ещё два алфавита на арабской графической основе были предложены для рассмотрения комиссией по сомалийскому языку в 1960 году. Значительных отличий от вышеуказанных алфавитов они не имели, различия были в основном в способе записи гласных звуков. После официального введения латинского письма арабское письмо вышло из употребления.
Различия в арабских алфавитах для сомалийского языка
| МФА      | 1930-е | 1954 | 1963 |  | МФА        | 1930-е | 1954 | 1963 |
| -------- | ------ | ---- | ---- |  | ---------- | ------ | ---- | ---- |
| /ɖ/      | ڎ      | ڎ    | ط    |  | /ʉ/, /u/   | ٱ      |      | و    |
| /g/      | كَ      | ج    | غ    |  | /æ:/, /ɑ:/ | آ      | آ    | آ    |
| /j/      | ج      | چ    | ج    |  | /e:/, /ɛ:/ | اَِى     |      | أى   |
| /æ/, /ɑ/ | اَ      |      | ا    |  | /i:/, /ɪ:/ | اِى     | اِى   | ىٓ    |
| /e/, /ɛ/ | اَِ      |      | ئ    |  | /ɞ:/, /ɔ:/ | اَو     |      | أو   |
| /i/, /ɪ/ | اِ      |      | ى    |  | /ʉ:/, /u:/ | ٱو     | ٱو   | وٓ    |
| /ɞ/, /ɔ/ | آ      |      | ؤ    |  |            |        |      |      |

## Исмания
В начале XX века в Сомали было изобретено оригинальное алфавитное письмо, получившее название исмания (османия). Его автором был Исман-Юсуф, сын султана Хобьо. Разработанный в 1920—1922 годах алфавит в графическом отношении имел следы влияния латинского алфавита, арабского и, возможно, эфиопского письма. Из латинского письма автором были заимствованы направление письма (слева направо) и отдельные знаки для гласных звуков; из арабского письма — порядок букв.
Первоначально исмания использовалась только в частной переписке внутри клана, к которому принадлежал его изобретатель. В 1945 году в Могдаишо была образована первая сомалийская национальная партия — Сомалийская молодёжная лига. Лига в своей программе провозгласила сомалийский язык официальным языком будущего независимого Сомали, а официальным письмом признала исманию. В Могдаишо и других городах Сомали (а также за её пределами — в Эфиопии, Кении, Занзибаре и Йемене) были открыты школы, где преподавалось это письмо.
В то же время алфавит исмания был реформирован. Автором реформы считается Ясин-Исман, сын Исман-Юсуфа. В ходе реформы было изменено начертание букв, что внешне приблизило их к европейскому курсиву, изменён принцип написания долгих гласных. Дальнейшим продвижением исмании как общесомалийского письма занималось Общество сомалийского языка и литературы, основанное Ясин-Исманом в 1949 году. В 1957 году на исмании стала выходить газета «Sahan». В 1971 году на исмании был издан учебник «𐒖𐒍𐒏𐒜𐒒𐒒𐒖 𐒘𐒕𐒙 𐒍𐒖𐒇𐒂𐒕𐒈𐒖» (Наш язык и его письменность), но уже в 1972 году официальной письменностью сомалийского языка стала латиница, и исмания постепенно вышла из употребления.

## Борама и каддаре
Письмо борама (также известно как письмо гадабурси) было изобретено около 1933 года. Его автором был Абдурахман Шейх Нур. Первое название это письмо получило по городу Борама, рядом с которым было изобретено, а второе — по сомалийскому клану гадабурси, к которому принадлежал его создатель. Письмо представляло собой алфавит со знаками как для согласных, так и для гласных звуков. Записывалось слева направо. Эта письменность не получила широкого распространения и использовалась только автором и его ближайшим окружением. Тексты на письме борама/гадабурси с латинской транскрипцией были опубликованы в 1958 году в журнале Лондонского университета.
Ещё одна письменность для сомалийского языка, каддаре, была изобретена около 1952 года. Её автором был Хуссейн Шейх Ахмед Каддаре из города Адале. Письмо представляло собой алфавит со знаками как для согласных, так и для гласных звуков. Записывалось слева направо. Сведений о функционировании письменности сохранилось крайне мало. Известно, что были разработаны два начертания — «печатное» и курсивное. Алфавит каддаре был рекомендован комиссией 1960 года для использования в качестве официальной сомалийской письменности, но дальнейшего развития не получил.
Соответствие букв писем борама и каддаре латинскому и другим сомалийским алфавитам опубликовано в книге «Sprache und Staat. Sprachpolitik in Somalia».
Помимо вышеуказанных алфавитов в 1928—1961 годах было создано ещё 8 оригинальных вариантов записи сомалийского языка. Сколько-нибудь заметного распространения они не получили.

## Таблица соответствия алфавитов
Составлено по:
| МФА             | Латиница | Арабское письмо 1963 | Османья |
| --------------- | -------- | -------------------- | ------- |
| /ʔ/             | ʼ        | ء                    | 𐒀       |
| /b/             | B b      | ب                    | 𐒁       |
| /t/             | T t      | ت                    | 𐒂       |
| /tʃ/            | J j      | ج                    | 𐒃       |
| /ħ/             | X x      | ح                    | 𐒄       |
| /χ/             | Kh kh    | خ                    | 𐒅       |
| /d/             | D d      | د                    | 𐒆       |
| /r/             | R r      | ر                    | 𐒇       |
| /s/             | S s      | س                    | 𐒈       |
| /ʃ/             | Sh sh    | ش                    | 𐒉       |
| /ɖ/             | Dh dh    | ط                    | 𐒊       |
| /ʕ/             | C c      | ع                    | 𐒋       |
| /g/             | G g      | غ                    | 𐒌       |
| /f/             | F f      | ف                    | 𐒍       |
| /ɢ/             | Q q      | ق                    | 𐒎       |
| /k/             | K k      | ك                    | 𐒏       |
| /l/             | L l      | ل                    | 𐒐       |
| /m/             | M m      | م                    | 𐒑       |
| /n/             | N n      | ن                    | 𐒒       |
| /w/, /ʉ:/, /u:/ | W w      | و                    | 𐒓       |
| /h/             | H h      | ه                    | 𐒔       |
| /j/, /i:/, /ɪ:/ | Y y      | ي                    | 𐒕       |
| /æ/, /ɑ/        | A a      | ا                    | 𐒖       |
| /e/, /ɛ/        | E e      | ئ                    | 𐒗       |
| /i/, /ɪ/        | I i      | ى                    | 𐒘       |
| /ɞ/, /ɔ/        | O o      | ؤ                    | 𐒙       |
| /ʉ/, /u/        | U u      | و                    | 𐒚       |
| /æ:/, /ɑ:/      | Aa aa    | آ                    | 𐒛       |
| /e:/, /ɛ:/      | Ee ee    | أى                   | 𐒜       |
| /i:/, /ɪ:/      | Ii ii    | ىٓ                    | 𐒕       |
| /ɞ:/, /ɔ:/      | Oo oo    | أو                   | 𐒝       |
| /ʉ:/, /u:/      | Uu uu    | وٓ                    | 𐒓       |